# Цветкович, Иван (1981)
Иван Цве́ткович (серб. Иван Цветковић / Ivan Cvetković; 12 февраля 1981, Призрен) — сербский футболист, полузащитник клуба «Явор».
Ранее выступал на родине за клубы «Звездара», ОФК и «Явор».
Победитель Первой лиги Сербии 2007/08 в составе «Явора».
В сезоне 2009 года выступал в России за «Химки», аутсайдера РФПЛ, регулярно выходил на поле; в начале 2010 года покинул вылетевший в первый дивизион клуб и вернулся в сербский «Явор». В середине 2010 года уехал в Казахстан, подписав контракт с талдыкорганским «Жетысу», в составе которого стал серебряным призёром чемпионата Казахстана. В конце 2012 года перешёл в ФК «Ягодина».